# Пікалево
Пікалево (рос. Пикалёво) — місто Бокситогорського району Ленінградської області Росії. Адміністративний центр Пікалевського міського поселення.
Населення — 21 562 осіб (2010 рік). 

## Соціально-економічна криза 2008 — 2009 років
З осені 2008 в Пікалево склалася складна соціально-економічна ситуація, яка була викликана зупинкою виробництва на трьох найбільших підприємствах міста — «Пікалевський глиноземний завод» (належить компанії«Базел-Цемент», що належить до групи Олега Дерипаски Базовий елемент), «Пікалевський цемент» (належить компанії «Євроцемент груп») та «Метахім», які пов'язані єдиним технологічним ланцюгом.
З 1 серпня 2008 «Пікалевський глиноземний завод» припинив поставку нефелінового шламу на «Пікалевський цемент», оскільки «Базел-цемент» запланував перепрофілювати частину заводу та виробляти цемент самостійно. У зв'язку з цим з 1 жовтня «Пікалевський цемент» припинив виробництво, а в листопаді оголосив про плани по скороченню 650 співробітників з тисячі, що працювали там раніше. Ускладнилася ситуація на заводі «Метахім»: через припинення поставок карбонатного розчину скорочено виробництво соди та поташу.
8 листопада в Пікалево пройшов мітинг проти зупинки виробництв на міських підприємствах, який зібрав близько 4 тисяч осіб. Однак скорочення співробітників були продовжені.